# Pyhtäänjärvi
Pyhtäänjärvi är en sjö i Finland. Den ligger i kommunen Laukas i landskapet Mellersta Finland, i den centrala delen av landet, 240 km norr om huvudstaden Helsingfors. Pyhtäänjärvi ligger 81 meter över havet. I omgivningarna runt Pyhtäänjärvi växer i huvudsak blandskog. Den är 23 meter djup. Arean är 3,97 kvadratkilometer och strandlinjen är 19,47 kilometer lång. Sjön  ingår i Kymmene älvs huvudavrinningsområde. 